# Evaristo Comolatti
Evaristo Comolatti (Villa di Tirano, 8 de fevereiro de 1922 — São Paulo, 21 de agosto de 2005) foi um empresário ítalo-brasileiro, fundador do Grupo Comolatti. Foi galardoado com a insígnia de "Grande Ufficiale Ordine al Merito della Repubblica Italiana" em 27 de dezembro de 1982 .